# 泰耶阿
泰耶阿（希臘語：Τεγέα）是古希臘城邦，也是現代希臘伯羅奔尼撒大區阿卡迪亚专区首府特里波利斯市镇的一部分。人口3,544人（2011年）。

## 脚注
1. ↑  Kallikratis law （页面存档备份，存于） Greece Ministry of Interior

## 外部連結
- 泰耶阿考古學博物館 （页面存档备份，存于）